# Villers-Grélot
Villers-Grélot is een gemeente in het Franse departement Doubs (regio Bourgogne-Franche-Comté) en telt 150 inwoners (2004). De plaats maakt deel uit van het arrondissement Besançon.

## Geografie
De oppervlakte van Villers-Grélot bedraagt 6,9 km², de bevolkingsdichtheid is 21,7 inwoners per km².
De onderstaande kaart toont de ligging van Villers-Grélot met de belangrijkste infrastructuur en aangrenzende gemeenten.

## Demografie
Onderstaande figuur toont het verloop van het inwonertal (bron: INSEE-tellingen).